# Campeonato Europeo de Campo a Través (relevo mixto)
Los medallistas de la carrera por relevos mixtos del Campeonato Europeo de Campo a Través por año se muestran a continuación:

## Relevo mixto
| Núm.      | Año         | Sede                          | Oro          | Plata           | Bronce       |
| --------- | ----------- | ----------------------------- | ------------ | --------------- | ------------ |
| I – XXIII | 1994 - 2016 | No realizado                  | No realizado | No realizado    | No realizado |
| XXIV      | 2017        | Šamorín · ( Eslovaquia)       | Reino Unido  | República Checa | España       |
| XXV       | 2018        | Tilburg · ( Países Bajos)     | España       | Francia         | Bielorrusia  |
| XXVI      | 2019        | Lisboa ( Portugal)            | Reino Unido  | Bielorrusia     | Francia      |
| —         | 2020        | Dublín ( Irlanda) (cancelado) | —            | —               | —            |
| XXVII     | 2021        | Dublín ( Irlanda)             | Reino Unido  | Francia         | Bélgica      |
| XXVIII    | 2022        | La Mandria · ( Italia)        | Italia       | España          | Francia      |
| XXIX      | 2023        | Bruselas · ( Bélgica)         | Francia      | Países Bajos    | Reino Unido  |
| XXX       | 2024        | Antalya ( Turquía)            | Italia       | Francia         | Reino Unido  |
| XXXI      | 2025        | Lagoa ( Portugal)             |              |                 |              |

## Medallero
- Actualizado a Antalya 2024.

| Núm. | País            | Oro | Plata | Bronce | Total |
| ---- | --------------- | --- | ----- | ------ | ----- |
| 1    | Reino Unido     | 3   | 0     | 2      | 5     |
| 2    | Italia          | 2   | 0     | 0      | 2     |
| 3    | Francia         | 1   | 3     | 2      | 6     |
| 4    | España          | 1   | 1     | 1      | 3     |
| 5    | Bielorrusia     | 0   | 1     | 1      | 2     |
| 6    | Países Bajos    | 0   | 1     | 0      | 1     |
| 6    | República Checa | 0   | 1     | 0      | 1     |
| 8    | Bélgica         | 0   | 0     | 1      | 1     |
|      | TOTAL           | 7   | 7     | 7      | 21    |